# Nguyễn Bạch Đằng
Nguyễn Bạch Đằng là một tướng lĩnh của lực lượng Công an nhân dân Việt Nam với quân hàm Thiếu tướng. Ông hiện giữ chức vụ Phó Cục trưởng Cục An ninh chính trị nội bộ, Bộ Công an Việt Nam.

## Tiểu sử
Nguyễn Bạch Đằng từng là nghiên cứu sinh tại Trường Đại học Kinh tế, Đại học Quốc gia Hà Nội.
Ngày 17 tháng 9 năm 2010, Thượng tá Nguyễn Bạch Đằng, Trưởng phòng PB11, Công an tỉnh Sóc Trăng, được tặng Bằng khen của Thủ tướng Chính phủ Việt Nam Nguyễn Tấn Dũng do "đã có thành tích trong chiến đấu và phục vụ chiến đấu từ năm 2005 đến năm 2009, góp phần vào sự nghiệp xây dựng Chủ nghĩa xã hội và Bảo vệ Tổ quốc".
Ngày 26 tháng 10 năm 2016, Đại tá Nguyễn Bạch Đằng, Phó Giám đốc Công an tỉnh Sóc Trăng, nhận được quyết định luân chuẩn đến giữ chức vụ Phó Cục trưởng Cục hướng dẫn tạm giam, tạm giữ thuộc Tổng cục Thi hành án hình sự và Hỗ trợ tư pháp, Bộ Công an.
Từ tháng 5 năm 2017 đến tháng 3 năm 2018, Nguyễn Bạch Đằng là Đại tá, Phó Cục trưởng Cục An ninh Chính trị nội bộ (A83) thuộc Tổng cục An ninh, Bộ Công an Việt Nam.
Tháng 1 năm 2020, Nguyễn Bạch Đằng là Thiếu tướng, Phó Cục trưởng Cục An ninh chính trị nội bộ, Bộ Công an.

## Lịch sử thụ phong quân hàm
| Năm thụ phong | –      | 2019        |
| ------------- | ------ | ----------- |
| Quân hàm      |        |             |
| Cấp bậc       | Đại tá | Thiếu tướng |